# Otites
Pour les types d'infections de l'oreille, voir Otite.
Genre
Synonymes
- Blainvillia Robineau-Desvoidy, 1830[1]
- Carmocoris Loew, 1868[1]
- Heramyia Robineau-Desvoidy, 1830[1]
- Myoris Robineau-Desvoidy, 1830[1]
- Pteropoecila Loew, 1868[1]
- Ptilonota Loew, 1868[1]
- Systata Loew, 1868[1]

Otites est un genre d'insectes diptères brachycères de l'infra-ordre des Muscomorpha, famille des Otitidae.

## Systématique
Le genre Otites a été créé en 1804 par l'entomologiste français Pierre-André Latreille (1762-1833).

## Liste d'espèces
Selon BioLib (8 décembre 2021) :
- Otites angustata (Loew, 1859)
- Otites anthomyina Hendel, 1911
- Otites approximata Hendel, 1911
- Otites atripes Loew, 1858
- Otites bacescui Gheorghiu, 1987
- Otites bimaculata Hendel, 1911
- Otites bradescui Gheorghiu, 1988
- Otites caph Loew, 1854
- Otites centralis (Fabricius, 1805)
- Otites cinerosa Hendel, 1911
- Otites dominula (Loew, 1868)
- Otites elegans Latreille, 1805
- Otites erythrocephala Hendel, 1911
- Otites erythrosceles Steyskal, 1966
- Otites formosa (Panzer, 1798)
- Otites gradualis Carles-Tolrá, 1998
- Otites grata (Loew, 1856)
- Otites guttata (Meigen, 1830)
- Otites immaculata (Rondani, 1869)
- Otites jucunda (Robineau-Desvoidy, 1830)
- Otites kowarzi (Loew, 1873)
- Otites lamed (Schrank, 1781)
- Otites levigata (Loew, 1873)
- Otites maculipennis (Olivier in Latreille, 1811)
- Otites michiganus Steyskal, 1966
- Otites mucescens Hendel, 1911
- Otites murina (Loew, 1846)
- Otites muscescens Hendel, 1911
- Otites nebulosa (Olivier in Latreille, 1811)
- Otites obliqua (Loew, 1868)
- Otites pictipennis Loew, 1873
- Otites porcus Latreille, 1804
- Otites pyrrhocephala Loew, 1876
- Otites rivularis (Fabricius, 1805)
- Otites silvicola (Rivosecchi, 1992)
- Otites snowi Cresson, 1924
- Otites stigma Hendel, 1911
- Otites tangeriana Becker, 1913
- Otites trimaculata Loew, 1847